# 十架苦像

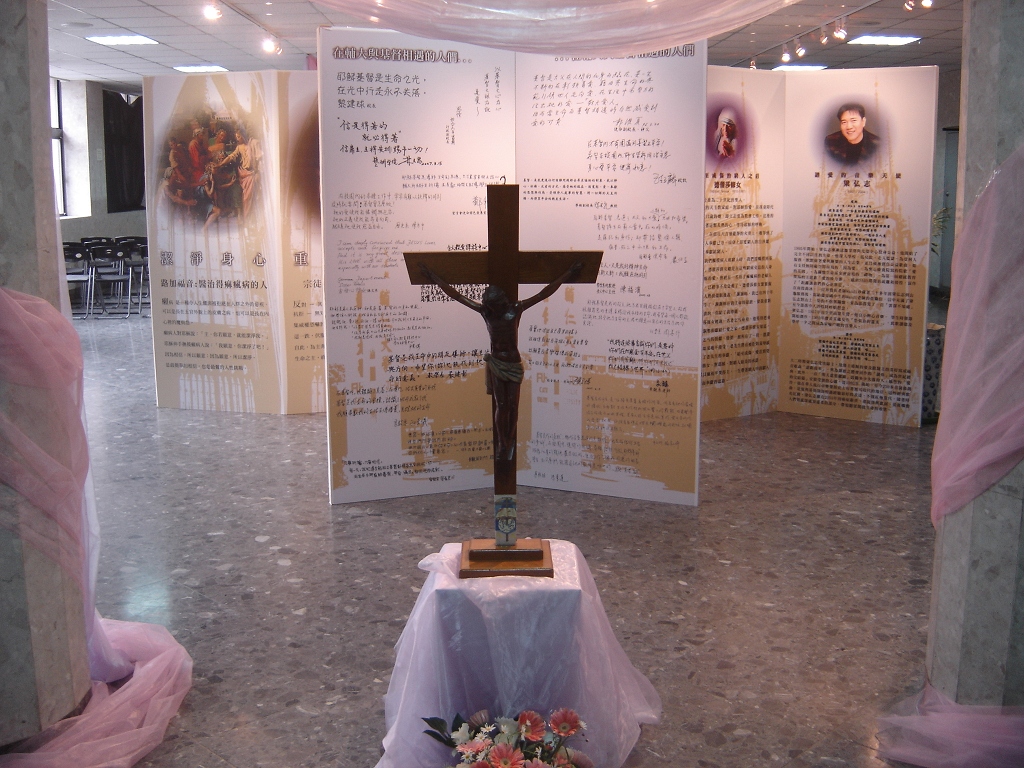
臺灣輔仁大學宗教生命周，在聖言會大樓（聖言樓）出現的十字苦像

十架苦像（拉丁語：Crucifixum，源自拉丁語，意为“固定於十字架者”）是基督教十字架的一種，以體現耶穌被釘死在十字架上的圖景為特徵。十字苦像是基督教許多教會的重要象徵，在天主教會中尤為重要，在東正教會、新教的聖公宗及信義宗、一些東方正統教會也會使用。在其他新教教派以及東方亞述教會和亞美尼亞使徒教會中，十架楛像較少使用，這些教會更喜歡使用不帶耶穌形象的十字架。
十架苦像重點體現耶穌釘在十字架之上，強調基督徒眼中耶穌為人類的“犧牲”。天主教會通常將耶穌身體做成立體的塑像形式，而東正教會及東儀天主教會通常將耶穌的身體繪製或者浮雕在十字架上。
2008年前後，臺灣的輔仁大學開始在每間教室掛上十字苦像。

## 各種形式的十架苦像

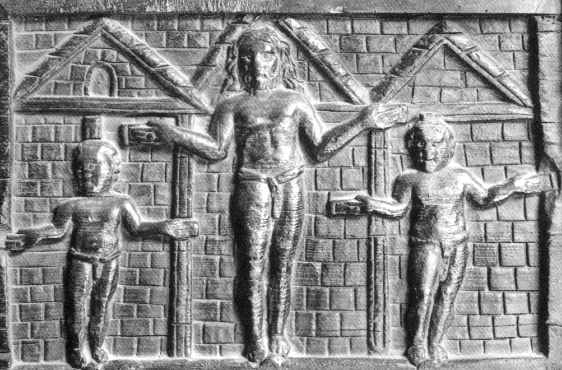
羅馬聖撒比納聖殿6世紀門廳雕刻
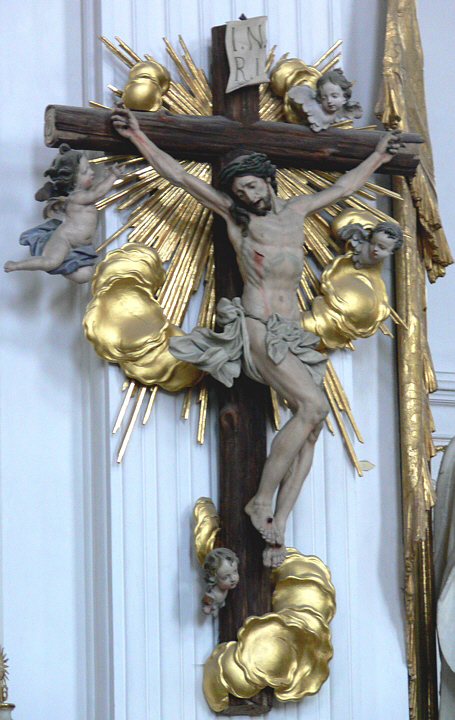
奧地利的巴洛克風格十字苦像
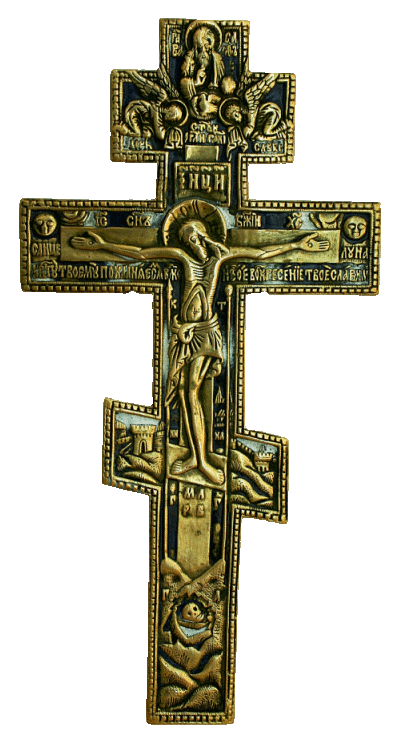
俄羅斯正教會的十字苦像
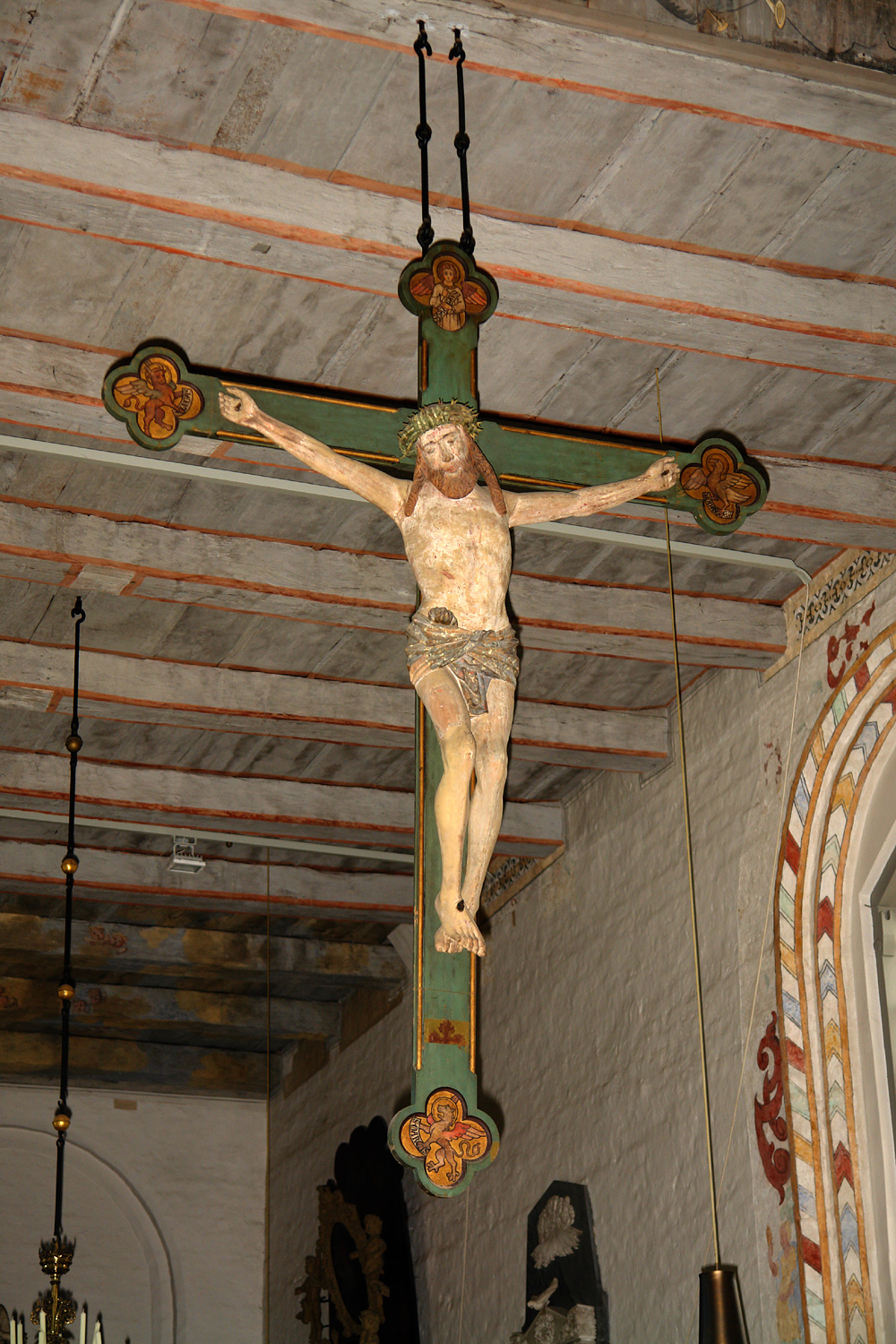
德國呂貝克的哥特式十字苦像
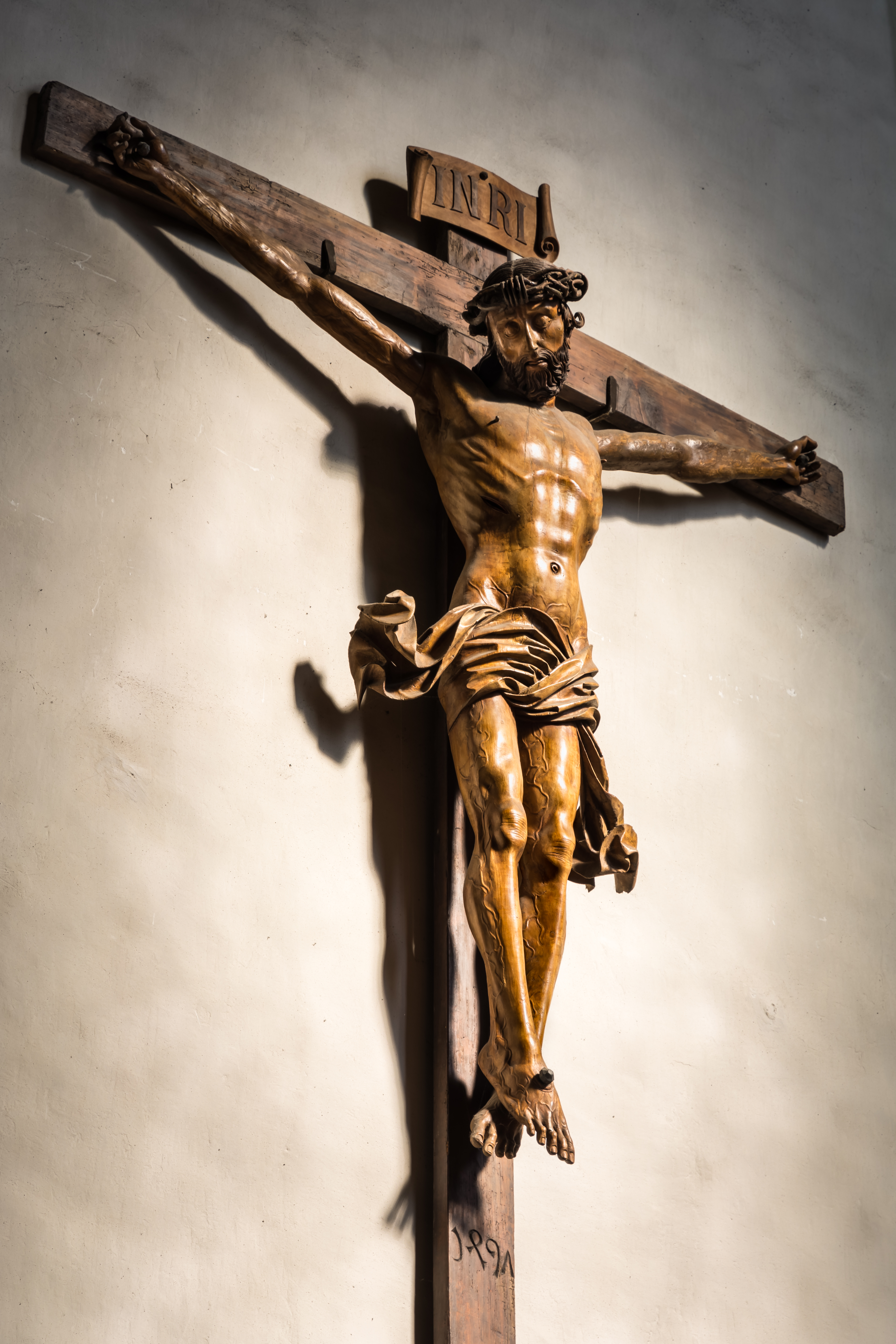
攝於凯弗马克特的教堂。
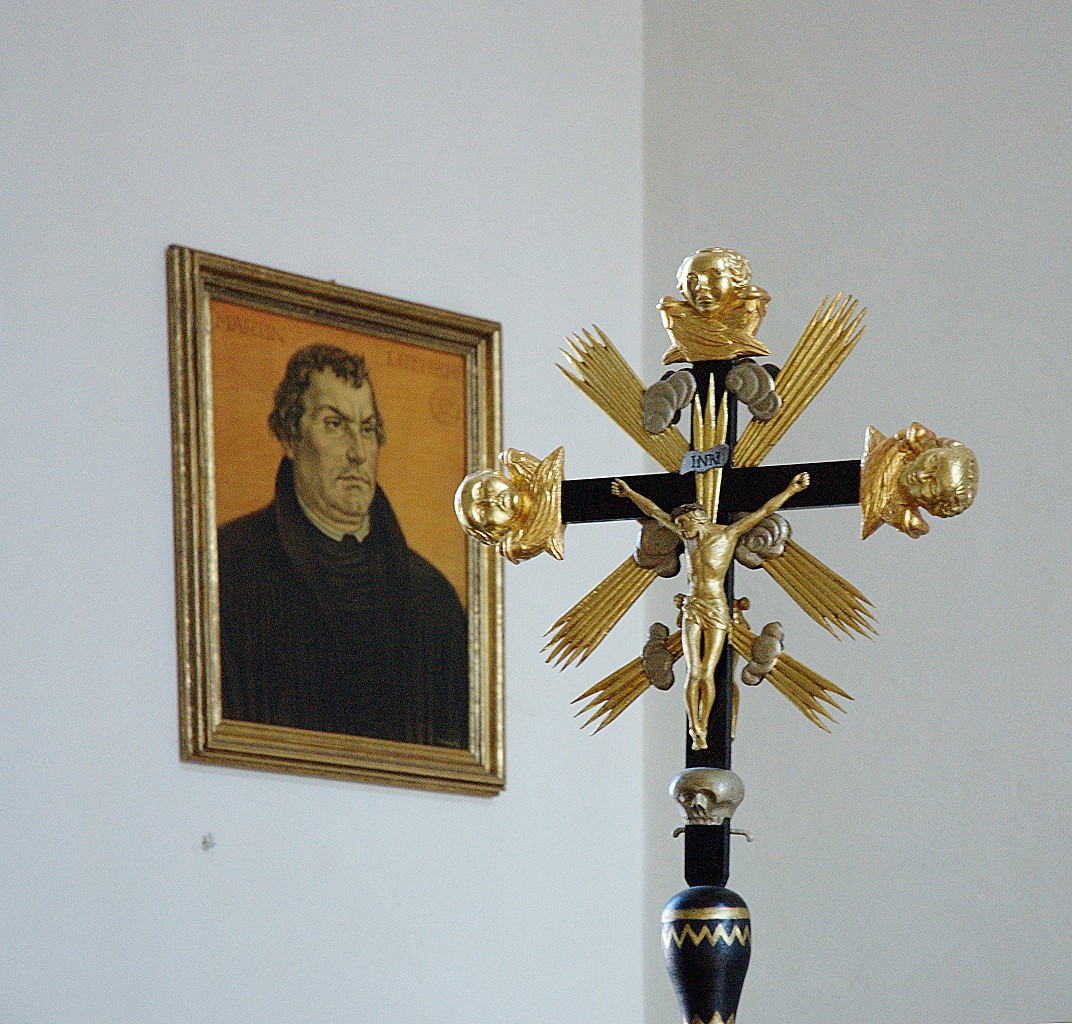
路德宗聖喬治堂（德语：St. Georg (Immeldorf)）內的十架苦像
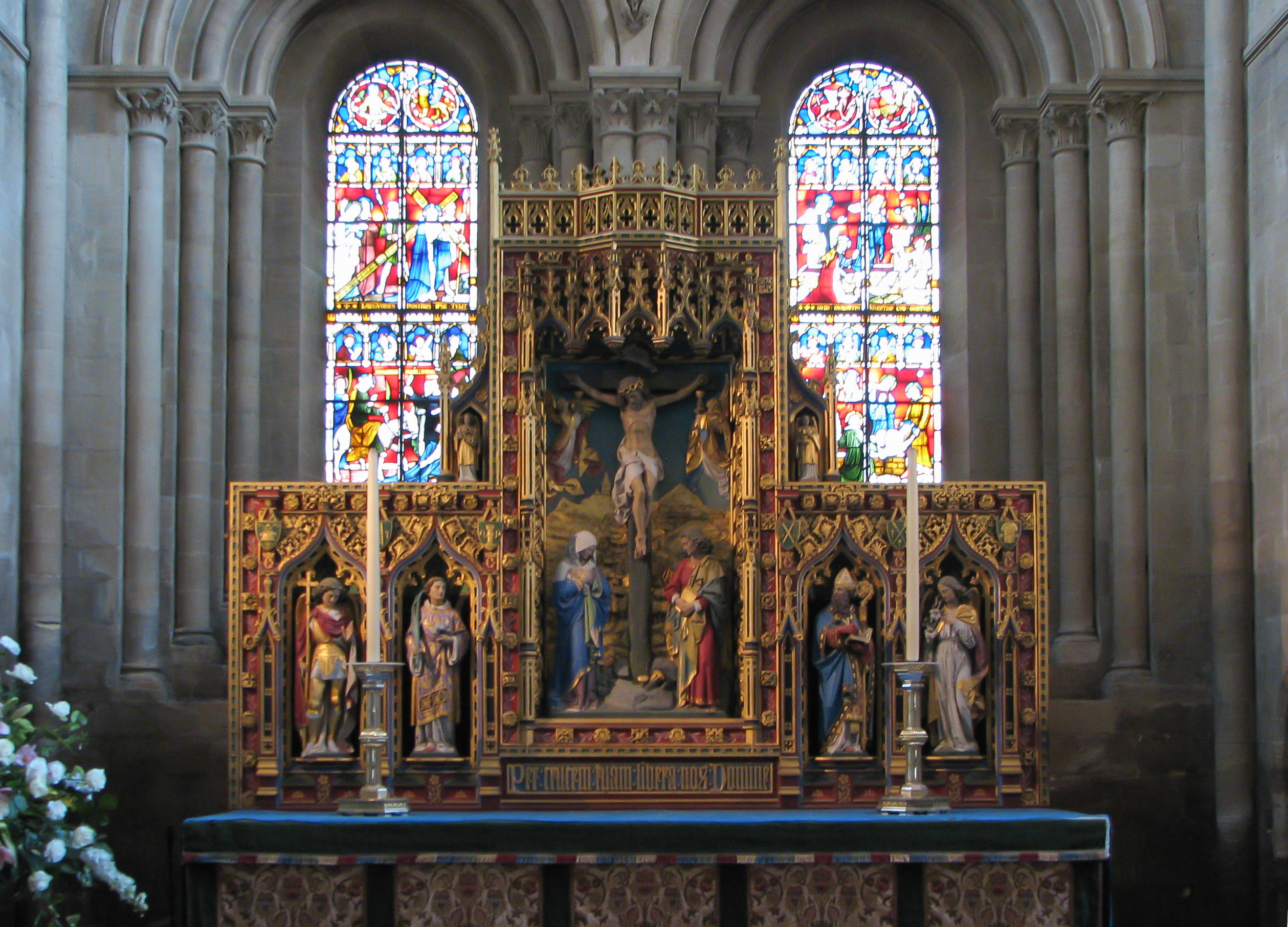
聖公宗基督堂座堂主祭壇的十架苦像
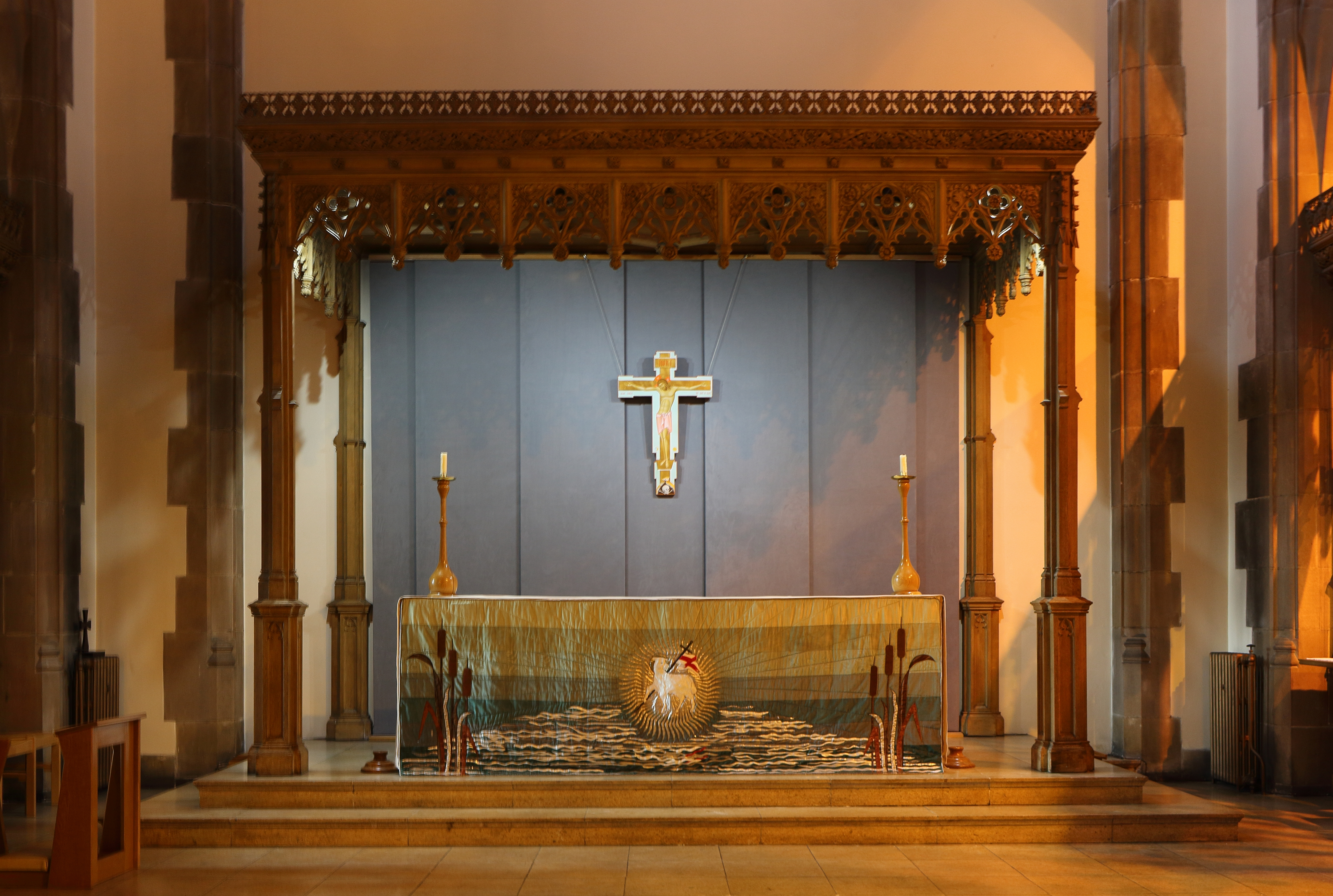
聖公宗聖母和聖尼古拉堂內的拜占庭式十架苦像